# Émerson Carvalho da Silva
Émerson Carvalho da Silva (Bauru, 5 januari 1975) is een voormalig Braziliaans voetballer.

## Braziliaans voetbalelftal
Émerson debuteerde in 2000 in het Braziliaans nationaal elftal en speelde 3 interlands.